# Årets spelare
Årets spelare (tidigare Årets hockeytjej) är en utmärkelse till säsongens mest framstående kvinna i svensk ishockey. Utmärkelsen är instiftad och delas ut av Ishockeyjournalisternas Kamratförening i samarbete med Svenska Ishockeyförbundet. Priset kan endast erhållas av en svensk spelare. Priset bytte efter stor kritik namn 2017, från Årets hockeytjej till Årets spelare.
I juryn ingår representanter från Svenska Ishockeyförbundet, Damkronornas huvudcoach, samt representanter från Ishockeyjournalisternas Kamratförening. Det är insatser i grundserie, slutspel och OS/VM som premieras.

## Mottagare
- 2004 - Kim Martin, AIK
- 2005 - Maria Rooth, Mälarhöjden/Bredäng Hockey[7]
- 2006 - Erika Holst, Mälarhöjden/Bredäng Hockey[8]
- 2007 - Gunilla Andersson, Segeltorps IF[9]
- 2008 - Danijela Rundqvist, AIK[10]
- 2009 - Elin Holmlöv, Minnesota Duluth Bulldogs, USA
- 2010 - Pernilla Winberg, Segeltorps IF[11]
- 2011 - Linnéa Bäckman, AIK[12]
- 2012 - Elin Holmlöv, Tornado Moskva, Ryssland[13]
- 2013 - Johanna Olofsson, Modo Hockey[14]
- 2014 - Jenni Asserholt, Linköpings HC[15][16]
- 2015 - Emilia Andersson, Linköpings HC[17]
- 2016 - Emma Eliasson, Luleå HF[2]
- 2017 -  Lisa Johansson[18]
- 2018 - Emma Nordin, Luleå HF[6]
- 2019 - Emma Nordin, Luleå HF[19]
- 2020 – Ingen vinnare utsedd
- 2021 – Michelle Löwenhielm, HV 71
- 2022 – Maja Nylén Persson, Brynäs IF
- 2023 – Emma Söderberg, University of Minnesota Duluth